# Ainsley Bennett
Ainsley Bennett (* 22. Juli 1954 in Jamaika) ist ein ehemaliger britischer Sprinter jamaikanischer Herkunft.
Bei den Olympischen Spielen 1976 in Montreal erreichte er über 200 Meter das Halbfinale und schied mit der britischen Mannschaft in der 4-mal-400-Meter-Staffel im Vorlauf aus.
Bei der Universiade 1979 gewann er jeweils Bronze über 100 und 200 Meter.
1983 errang er über 400 Meter Silber bei den Halleneuropameisterschaften in Budapest und mit dem britischen Team in der Besetzung Bennett, Garry Cook, Todd Bennett und Philip Brown Bronze in der 4-mal-400-Meter-Staffel bei den Weltmeisterschaften in Helsinki.
Ainsley Bennett startete für die Birchfield Harriers.

## Persönliche Bestzeiten
- 100 m: 10,21 s, 8. September 1979, Mexiko-Stadt
- 200 m: 20,42 s, 12. September 1979, Mexiko-Stadt
- 400 m: 46,15 s, 29. August 1975, London
  - Halle: 46,43 s, 6. März 1983, Budapest